# La Ñora (Murcia)
La Ñora es una pedanía perteneciente al municipio de Murcia, en la Región de Murcia (España) famosa por su patrimonio histórico y cultural.

## Extensión y población
Su extensión es de 2,35 km² y cuenta con una población de unos 4.941 habitantes (INE 2019), que se encuentra principalmente en su núcleo principal llamado también La Ñora y repartidos en los barrios de los Jerónimos, Molino de «los Casianos» y «Cabezo Cortado». Se sitúa a una altitud de 66 metros sobre el nivel del mar y está a unos 6 km al oeste de la capital murciana.
Limita al norte con Javalí Viejo y Guadalupe, al oeste Javalí Viejo, al este Guadalupe y Rincón de Beniscornia, y al sur Puebla de Soto y La Raya.
Los accesos son la Autovía del Mediterráneo A-7 E-15 dirección Alcantarilla, y viniendo por Alcantarilla y Molina de Segura dirección Javalí Viejo por la carretera de la fábrica de pólvora.

## Símbolos

### Escudo
El escudo del municipio se define por el siguiente blasón: 
Dividido por un blasón azul en diagonal en honor al fundador Alonso Vozmediano de Arróniz, Ermita del Paso y la noria, corona de oro, 12 ñoras y 8 calderos lo rodean.

## Historia
Tal como señalan Pocklington y otros autores, el topónimo que identifica a esta pedanía deviene del murciano medieval añora, que se refiere a una rueda hidráulica, movida por la corriente, destinada a elevar agua de riego, procedente del árabe al-nâ`ûra. Este mismo autor también señala que el Dr. Torres Fontes ha demostrado que la rueda no fue construida hasta el siglo XV, por lo que con anterioridad a ese siglo, la acequia no pudo existir. No obstante encontramos referencias a una heredad o poblado de mudéjares de la Añora o del Añora desde finales del siglo XIV, lo que sugiere que la noria que se instaló allí en el siglo XV no fue la primera construida en aquel paraje, ni la que dio nombre al pueblo actual de la Ñora. No obstante Abelardo Merino constata que a principios del siglo XV, dentro de la zona de huerta, se cita la Añora, lugar conocido anteriormente como El Tomillate o Tomillojo, propiedad de Dña. Mencía de Cervatos, señora de Javalí (Javalí Viejo), en donde, según Emilio Sánchez, existía un pequeño grupo de casas rodeadas de olivares, que más tarde configuraron las calles de Arrabal y Arroyo, conocidas como Chorrico. A estas tierras de El Tomillate, constituidas por campos sin cultivar y para cuya transformación en tierra de regadío Dña. Mencía pidió permiso al Concejo de la ciudad para construir una noria, con la llegada del agua también llegarán los colonos, y la voz popular transformó en gentilicio el sustantivo añora para designar este lugar, distinguiéndose La Añora baja (rueda, aledaños y monasterio de San Pedro, del siglo XV) y la Añora alta (iglesia del Socorro, calle Arrabal y Chorrico), esta con 43 casas y aquella con 16.
Inicialmente la Añora baja alcanzó más relevancia ya que allí se erigió en el siglo XV la iglesia de San Pedro, mientras que en la Añora alta, con la colaboración de D. Alonso Vozmediano de Arróniz, solamente se instaló una ermita dedicada a Ntra. Sra. Del Socorro, que, según Emilio Sánchez Baeza, fue construida en 1534 por mandato del obispo Mateo Lag.
A lo largo del siglo XVI, los monjes Jerónimos, nombrados por D. Alonso Vozmediano herederos de sus bienes, vendieron gran cantidad de solares o parcelas para edificar en la parte norte de la ermita del Socorro, configurándose la que hoy es conocida como calle Mayor y colindantes. Este aumento de viviendas y pobladores posibilitó el crecimiento de la Añora alta en detrimento de la baja, que poco a poco fue absorbida por aquella. En el año 1579 se instaló el primitivo convento de los Jerónimos en unas casas que D. Alonso Vozmediano tenía junto a la iglesia de San Pedro, siendo trasladado a su actual ubicación a finales del siglo XVII y principios del XVIII. En el año 1587 La Ñora contaba con uno 70 vecinos y se encuadra dentro del pueblo de Murcia en el Censo de Provincias Ordinarias y Partidos de la Corona de Castilla de 1594. En esta época se construye el conocido molino de los Casianos en donde se trituraban los pimientos de bola secos o ñoras, cuyo cultivo trajeron y expandieron por estas tierras los monjes jerónimos.
A partir de 1713 La Ñora se considerará jurídica y administrativamente como un lugar de realengo con alcalde pedáneo perteneciente al partido de Murcia. En este periodo ya existía la parroquia de Ntra. Sra. Del Socorro, que tenía como anexa la iglesia de Javalí Vuejo, que estaba servida por un cura de segundo ascenso, teniendo también una ermita destinada a la advocación de Ntra. Sra. Del Paso y un cementerio extramuros.
Con la llegada del Trienio Liberal (1820 - 1823) La Ñora se constituyó en Ayuntamiento Independiente con la anexión de Javalí Viejo. No obstante esta situación duró poco tiempo ya que por Orden de la Junta Provincial de Gobierno de España e Indias de fecha 9 de abril de 1823 se determina el cese en sus funciones de los ayuntamientos creados en dicho periodo. A mediados de esta centuria se contabiliza la existencia de 120 casas formando cuerpo de población, y otra porción de viviendas esparcidas por sus alrededores, residiendo en las mismas 422 vecinos, lo que representa unas 1722 almas. Sus tierras son casi todas de regadío, en donde se produce trigo, pimiento, algún aceite y toda clase de hortalizas, siendo muy importante la producción de seda.
A principios del siglo XIX se produce un importante movimiento migratorio, especialmente hacia tierras catalanas, proceso que se repetirá a partir de 1950 pero, en este caso, hacia países como Alemania, Francia, Holanda o Suiza.
Desde comienzos del siglo XX se constata un importante crecimiento demográfico que alcanzará su máxima cota en 1963 con 4141 habitantes. A partir de esa fecha se inicia un proceso descendente que se refleja en los 3.008 habitantes de 1970. Desde este momento se produce un suave movimiento en forma de ese que mantiene su cifra de población en torno a los 3100 habitantes. En 1991 vuelve a notarse un suave aumento que se refleja en los 3335 vecinos empadronados en 1996. Debido a su escasa superficie posee una elevada densidad poblacional, residiendo la mayor parte de sus habitantes en el núcleo de La Ñora, y el resto en las casas distribuidas por los diseminados de Molino del Casiano, Los Jerónimos y Soto de la Hoya. El sector de actividad predominante es el industrial, seguido de los servicios, la construcción y la agricultura. Esta última ha perdido su primitiva importancia como consecuencia del excesivo minifundismo existente en la zona, quedando el cultivo de las parcelas para los ratos libres. No obstante en la actualidad predominan el limonero y mandarino, así como el melocotonero, manteniéndose una pequeña producción de lechugas, tomates, acelgas, judías verdes y algún cultivo forrajero.
Corresponde una pequeña, pero, especial reseña a la famosa rueda que dio nombre y riqueza a la pedanía al elevar las aguas del río para el riego de sus tierras y sobre la que se han realizado numerosos estudios y publicaciones, debiéndose destacar especialmente los elaborados por el profesor Torres Fontes. Simplemente apuntaremos algunos datos puntuales sobre ella. Así, y, con independencia de que, como indica Pocklington, pudieron existir otras anteriores, se tienen referencias de que en el año 1399 D. Lope Pérez Dávalos solicitó al Concejo la instalación de una rueda para elevar el agua de la acequia de Aljufía, lo que le es denegado. En el año 1408 vuelve a pedir autorización la esposa de D. Lope, Dña. Mencía de Cervatos, lo que al final le es concedido. Junto con el resto de propiedades de D. Alonso de Vozmediano pasa a propiedad de los monjes jerónimos que mejoraron los regadíos y el uso de la rueda. La primitiva fue sustituida por otra en el año 1672 que importó 4800 reales y fue mandada construir por fray Juan de Toledo. En el año 1836, al privarse a los monjes de sus posesiones, tras la desamortización de Mendizábal, las tierras pasan a propiedad de sus arrendatarios así como la rueda, creándose el Heredamiento de la Rueda que se rige por las Ordenanzas de la Huerta. Con el paso del tiempo tuvo que ser sustituida varias veces, siendo en 1868 cuando se instala la última construida de madera, lo que se realiza a petición del entonces procurador del heredamiento D. Tomas Guerra Cerdán. En el año 1936 la rueda de madera será reemplazada por otra de hierro que fue diseñada por la Casa Rueda de Murcia, siendo su importe de 60.000 Pts. El 12 de noviembre de 1982 fue declarada monumento histórico artístico nacional.
Hoy día sigue ese hermanamiento entre la Ñora, Javalí Viejo y Rincón de Beniscornia que permanece desde siglos atrás.
La Ñora será un punto de referencia histórico-cultural y de ocio, ya que se está construyendo un macrocentro de ocio frente a la universidad, se construye también un instituto de secundaria aparte de las 2 escuelas, y un centro de salud que albergará los pueblos limítrofes de Javalí Viejo, Javalí Nuevo, La Raya, Puebla del Soto, Rincón de Beniscornia, La Albatalía, La Arboleja, La Ribera de Molina.

### Historia del Monasterio de San Pedro de la Ñora
La orden Jerónima ha tenido dos conventos en la Región de Murcia. Uno, el hospicio de Caravaca, fundado en 1581 y trasladado en 1638 a la casa definitiva, frente al Baño de la Vera Cruz, que subsistió hasta la desamortización de 1835. El segundo, de mayor entidad fue el Monasterio de Los Jerónimos, a 5 km de la ciudad de Murcia, conocido como El Escorial Murciano por su colosal mole arquitectónica.

#### Los comienzos
Entre 1443 y 44 el deán D. Alfonso Oña quiso establecer a los Jerónimos en sitio próximo a la ciudad, para lo cual compró diversas haciendas en Puebla de Soto, pero su muerte prematura le impidió llevar a cabo sus planes.
Con el nombre de San Pedro de la Ñora, tomando el mismo nombre que la parroquia de dicha localidad, fue fundado el monasterio, en el lugar de La Ñora en 1574-1578 por don Alonso Vozmediano de Arróniz, (cuyo blasón ostenta la banda azul de Alfonso Onceno con sus dos dragantes en campo de oro y por orla ocho calderos. Las banderas militares que figuran exhiben la media luna africana para memoria de sus servicios al emperador Carlos V en la campaña de África) quien lo dotó de todos sus bienes y hacienda para vincular a su linaje y sus triunfos militares una inmortalidad que no le hubieran dado las armas, y disponer, como es de suponer de una iglesia donde fuera enterrado, como figura en la herencia de D. Alonso a la orden de San Jerónimo en 1579.

#### Ubicación definitiva en elsigloXVIII
A raíz de la riada de 1648 y para salvaguardarlo de las continuas crecidas del río Segura, se decidió su traslado a sitio más idóneo, fuera de La Ñora y en término jurisdiccional del contiguo lugar de Guadalupe, a cuyo término y administración municipal pertenece hasta la fecha actual el nuevo monasterio edificado en el inicio del siglo XVIII, que es conocido como El Escorial murciano. El nuevo conjunto de convento e iglesia fue construido a partir de 1705 por el monje jerónimo, fray Antonio de San José, perito en construcciones y llamado popularmente “el fraile de la Ñora” y siendo inaugurado por el obispo Tomás J. De Montes el 1 de febrero de 1738. Parece ser que el monasterio ya estaba finalizado años antes que la iglesia, inaugurada en la fecha anteriormente indicada. A partir de entonces los frailes reciben multitud de legados y donaciones que enriquecen económica y artísticamente el convento.

#### Los jerónimos colonizaron el territorio huertano de La Urdienca
En el “Catálogo Monumental de Murcia” escrito en 1905-07, el edificio aparece descrito como grandioso, de vastas proporciones, sólida construcción y severo estilo clásico que contrasta con los “recargados exornos churriguerescos que ostenta el templo” en cuyo presbiterio lucían las doradas tablas del retablo mayor (hoy desaparecido y sustituido por otro neoclásico de menos calidad), recargado de hojarasca y angelotes en el zócalo, en el entablamento, en las hornacinas y en el frontón circular que lo remata figurando en el centro sobre una nube de gloria la efigie de la Fe entre dos ángeles vestido de colosal tamaño. Barrocas las demás esculturas colocadas en las repisas y hornacinas laterales, como la de San Miguel, que ocupa la central, son, sin embargo, obras más correctas y demuestran que fue otro artista más hábil el que las talló. En el crucero, al lado del Evangelio, fue construido el sepulcro del fundador don Alonso Vozmediano de Arróniz, alcalde e capitán general de Justicia mayor que fue de la fortaleza de Bujía por el Emperador don Carlos e Señor de los dos lugares de La Ñora, donde se ubica el Monasterio.
Entre sus obras de arte contaba con el San Jerónimo penitente de Salzillo (hoy en el museo de la catedral) situado en la capilla absidal del lado de la epístola, una Dolorosa atribuida al mismo autor (actualmente en una colección privada en Murcia). La mayoría de esculturas fueron trasladadas a la iglesia de San Agustín, en Murcia, y desaparecidas las mejores obras de arte que en él existían. Entre otros objetos artísticos procedentes de La Ñora que fueron a parar a esta última iglesia destaca un órgano, una inmaculada, atribuida a Salzillo (actualmente en la catedral), dos ángeles orantes que había en la capilla de Ntra. Sra. De la Arrixaca. En el camarín del retablo mayor de San Agustín se recolocó la escultura de San Andrés, también atribuida a Salzillo, un Cristo de las Ánimas también del mismo escultor, un San Roque, tal vez del taller de Salzillo y dos ángeles arrodillados ante un crucifijo, y una imagen de San Antonio junto con numerosos cuadros que fueron reubicados en la catedral.

#### El Monasterio en elsigloXIX
Hacia primeros del siglo XIX habitaban el monasterio veintiséis religiosos. Importantísimos fueron los servicios prestados cuando la guerra de la Independencia, la fiebre amarilla de 1811-1813, el hambre y otras calamidades, fuente de abundantes subsidios y asilo de autoridades.
En el período revolucionario de comienzos 1820, fue extinguido el Monasterio, pasando a propiedad del Estado y al dárselo de nuevo a los religiosos, en 1823 la posesión del mismo, fue solo para renovar un decenio después la orden de expulsión definitiva.
Desposeídos de sus bienes dispersó a sus moradores. Entre tanto, el abandonado edificio sirvió para morada de enfermos del Manicomio de Murcia, durante el cólera de 1855, también para los asilados de la Misericordia, hospital de sangre en el período cantonal de Cartagena.
A partir de 1835 el monasterio sufre numerosos saqueos y abandonos. En 1870 era víctima del saqueo y convertido en fortaleza, las mismas baterías colocadas en los tejados atraían las balas enemigas causándole grandes desperfectos.
Ya en tiempos del obispo Landeira pudo ser restaurado y librado de la ruina gracias al clero y a las autoridades eclesiásticas y a su suscripción promovida entre el clero de la diócesis.
En 1878 el obispo Alguacil lo cedió a los jesuitas. Estos lo han usufructuado durante, aproximadamente, un siglo, habilitándose sucesivamente para casa de Ejercicios Espirituales, noviciado de la Compañía, escuela de primeras letras, centro de maestría industrial, etc. Parte del edificio también fue habitado por la orden de religiosas “hermanas de Cristo Rey” que permanecieron hasta hace pocos años en él.
Declarado Monumento Histórico-Artístico Nacional (6 de marzo de 1981) ha sido restaurado interiores y exteriores.

#### ElsigloXX
La información que nos lleva desde principios del siglo hasta los años cincuenta deja claramente una situación lamentable en lo que al uso de monasterio se refiere, ya que fue ocupado durante la Guerra Civil (1936-39) posteriormente el ejército del Aire dispuso de él como cuartel de instrucción (águila de la entrada a la iglesia), si bien la labor llevada a cabo por los jesuitas fue muy importante, llevando a cabo las actividades anteriormente mencionadas, entre las que cabe destacar sobre todo la dedicada a Ejercicios Espirituales y como Escuela de Maestría Industrial.

#### El Monasterio en la actualidad
Desde 1996 está cedido, por el obispado de Cartagena, a la Fundación Universitaria San Antonio para la ubicación de la Universidad Católica del mismo nombre, encomendándole su gobierno y gestión.
En resumen, el Monasterio es de la Ñora, y debido a numerosas riadas se cambió de ubicación a la actual, a las afueras de La Ñora.

## Colegios y centros educativos
- C.P. Nuestra Señora del Paso Archivado el 5 de febrero de 2012 en Wayback Machine..
- Colegio Cipriano Galea.
- Centro Guardería infantil.
- Escuela infantil El Azahar
- Centro de formación y orientación FOROSEM

## Deportes
Escuelas deportivas Javali-La Ñora
El fútbol comienza a practicarse en la pedanía en la década de 1910 con un campo denominado del Pino, en ejemplar del mismo,  posteriormente se instaló la pirotécnica Balsalobre. El equipo local se denominaba Sansón Club, que en las décadas siguientes (años veinte y treinta), jugó sus partidos junto al antiguo cementerio, en al camino de la Ventosa, en terrenos propiedad de Gilberto Hellín y Juan Manuel Sánchez. Antes de 1.950, el equipo y la afición local fueron decayendo, hasta su desaparición. Atrás quedaron tardes de gloria, como las vividas ante Los Leones Rojos F.C. del Pilar de la Horadada, fundado por Juan Hellín García.
A principios de los 90, se denominó jañorín (abarcaba las pedanías de Javalí viejo, La Ñora y Rincón de Beniscornia) pero esta denominación duró pocos años y se llama definitivamente Escuelas deportivas Javali-La Ñora.
Milita en primera territorial el equipo sénior, y consta de equipos en todas las categorías juvenil, cadete, infantil, chupetas.
Existe un equipo de fútbol sala femenino, que fue campeón de España en su categoría y obtuvo varios títulos nacionales.
El campo de fútbol tiene una capacidad para 1000 personas, 160 sentados con luz y marcador electrónico. Pista de pádel, pista de tenis, pista polideportiva con grada para 1000 personas, vestuarios, cantina, pabellón cubierto (con grada para 300 personas).

## Fiestas
- Semana Santa
- Carnaval escolar
- Fiestas de San Pedro.

### Procesiones de Semana Santa

#### Introducción a la Semana Santa de La Ñora
Carlos Valcárcel Mavor escribió:
“Las más antiguas procesiones, en las pedanías murcianas, son las de La Ñora, que datan de los años finales del siglo XVIII y de los primeros del siguiente siglo, el XIX. Son de destacar los desfiles, penitenciales del Jueves y Viernes Santo, por la noche, el piadoso Vía Crucis del Viernes de Dolores, con la imagen del Pasico o Soledad, y la plena de luz y colorido del Resucitado.
Toda la imaginería antigua fue destruida en los finales de julio de 1936. En 1940, salieron procesiones con tronos fabricados con cajones y con imágenes recortadas en madera y cartón, a tamaño natural. No hace falta esgrimir mayores razones para admitir la nazarenía de este pueblo huertano, famoso por sus pimientos, a los que da nombre, y por la histórica noria que da su nombre a la localidad.
Las actuales imágenes son de los escultores Lozano Roca, José Noguera, García Mengual y Diego Alcaraz Ramos, tallista de la localidad…”
En la actualidad la Cofradía de la Virgen del Paso engloba a once hermandades que desfilan entre el Martes Santo y el Domingo de Resurrección. 
Además, dicha Cofradía, prepara la Cuaresma con la presentación del Cartel de la Semana Santa y el Nazareno del Año, el rezo de Vía Crucis, Pregón y Misa de Hermandades.

#### Los desfiles procesionales
Viernes antes del Viernes de Dolores, procesiona Ntra. Sra. del Paso desde la ermita hasta la iglesia, acompañada por todos los estandartes de todas las hermandades, junto a penitentes y la banda de música. Una vez en la iglesia, que suele estar abarrotada, se emite el pregón.
Sábado de Gloria: Solemne procesión con la imagen del Cristo de las penas, que procesiona por primera vez este año 2017.
Domingo de Ramos: Ataviados con el traje hebreo, con salida en la ermita, procesionan los penitentes con sus palmas para ser bendecidas en la iglesia.
Viernes de Dolores: la imagen de Nuestra Señora del Paso sube acompañada de Nuestro Padre Jesús Nazareno por las calles del pueblo, hasta la ermita, mientras se reza el Vía Crucis.
Martes Santo: Procesión de la Misericordia con las imágenes de Cristo de Misericordia y María Madre de Misericordia, en este día ambas imágenes visten traje negro.
Miércoles Santo: Imágenes de La Flagelación, San Pedro, Ntro. Padre Jesús Nazareno, La Verónica, San Juan, Ntra. Sra. de la Esperanza.
Jueves Santo: Procesión del silencio, con el Cristo crucificado.
Viernes Santo: Cruz guía, Santo sepulcro, María Magdalena, San Juan, Ntra. Sra. del Paso.
Domingo de Resurrección: Cristo Resucitado, San Juan, Virgen de Gloria, con jubiloso encuentro en la ermita.

##### Martes Santo
Los desfiles propiamente dichos comienzan el Martes Santo con la Hermandad del Santísimo Cristo de la Misericordia.
Procesionan las imágenes del Santísimo Cristo de la Misericordia y María Santísima, Madre de Misericordia, ambas imágenes de Paco Cánovas.  
Es la Hermandad más joven, procesiona por vez primera en 2012. Con el cortejo del Cristo salen hombres y mujeres iluminando con velas; velas que son entregadas el Lunes Santo a cambio de alimentos no perecederos para Cáritas. A la Virgen la acompañan mujeres con mantilla.  
Esta hermandad sale de la iglesia, y al recogerse, al filo de la medianoche, se lee una pequeña reflexión y ambas imágenes se encuentran a sones de Caridad del Guadalquivir. 

##### Miércoles Santo
En esta noche procesionan seis hermandades. 
Abre el cortejo la Hermandad del Santísimo Cristo Flagelado (Los Azotes, o Sayones conocidos popularmente en La Ñora) 
Cristo es flagelado por dos sayones y un tercero le saca burla en el suelo, obra del escultor murciano Lozano Roca. 
La siguiente Hermandad en desfilar es la de San Pedro. 
San Pedro que además es el patrón de La Ñora, procesiona en esta ocasión mirando al cielo buscando clemencia y acompañado de un gallo. Es una imagen de estilo salzillo. 
Nuestro Padre Jesús desfila detrás de San Pedro. Esta Hermandad desfila además el Viernes Santo con una cruz vacía. 
Además, acompaña a esta imagen la legión. La imagen es del murciano José Noguera. 
Tras el paso de Nuestro Padre Jesús Nazareno, desfila la Hermandad de la Santa Mujer Verónica, es la imagen más antigua que procesiona, esculpida en el siglo XIX y obra de un escultor ñorero, Alcaraz. 
San Juan Evangelista, también obra de Noguera Mengual y siguiendo el patrón salcillesco sigue a la Santa Mujer Verónica. Esta hermandad desfila además, el Viernes Santo y el Domingo de Resurrección.
Y cierra la procesión la imagen de Nuestra Señora de la Esperanza, titular de su Hermandad. 
La imagen es obra de Villaescusa y procesiona bajo palio. 
Al finalizar la procesión, y antes de encerrarse en el salón de tronos (detrás de la ermita) se realiza un encuentro con las imágenes de Nuestro Padre Jesús, San Juan, la Verónica y la Virgen en la plaza de la Ermita.

##### Jueves Santo
Este día procesiona la Hermandad del Santísimo Cristo del Silencio. 
Es una procesión de silencio, oscuridad (se apagan las luces de la calle), y la gente desfila alumbrando y se viste traje y corbata negro. 
El autor de la imagen es Antonio Mengual.  Por la mañana es descendido desde el altar mayor de la iglesia y se realiza un besapié.

##### Viernes Santo
Abre la procesión la Hermandad de Nuestro Padre Jesús, con su Cruz guía. 
Le sigue la Hermandad del Santo Sepulcro con un precioso sepulcro integrado en el trono todo de pan de oro, portado por 2 ángeles y Cristo yacente. Es popularmente conocida como “La Cama”. 
A continuación desfila la Hermandad de la Santa Mujer Verónica, con la imagen María Magdalena, la pecadora arrepentida obra del escultor ñorero Pedro Jesús Alcaraz. 
Le sigue la Hermandad de San Juan Evangelista. Y cierra el desfile la Hermandad de Nuestra Señora del Paso, que es una imagen de la Virgen de la Soledad. Imagen de Noguera Mengual.
En la plaza de la ermita se hace un encuentro, con la imagen del Sepulcro a los pies de la ermita, y a sus lados San Juan, al otro lado María Magdalena y la Cruz, acercándose con paso lento y marcado la imagen de la Soledad, Ntra Sra del Paso hasta los pies del sepulcro, emotivo encuentro al son de la música, rompiendo el silencio los fervientes aplausos de la multitud congregada.

##### Domingo de Resurrección
Es sin duda una de las jornadas más vividas por el pueblo de La Ñora. Al alba, San Juan sale desde la ermita en busca de la Virgen enlutada que ha salido desde la iglesia. A mitad de la calle Mayor se encuentran ambas imágenes y suben juntas hasta la plaza de la Ermita donde, San Juan, avisa al Señor de que su madre está ahí y entonces se encuentran ambas imágenes jubilosamente. A la Virgen, que va de luto, se le cae el manto negro, se lanzan palomas, se tiran cohetes y hay repique de campanas. El Cristo Resucitado es obra de Liza Alarcón.
Después de la misa de campaña, las imágenes recorren las calles del pueblo en jubilosa procesión, y se realiza en la plaza de la iglesia a su paso la correspondiente reverencia por parte de los estantes de las imágenes.

## Monumentos y lugares de interés
- Iglesia de Nuestra Señora del Socorro.[1] Siglo XVIII
- Ermita de Nuestra Señora del Paso. Siglo XVII
- Noria hidráulica y acueducto construidos en la época árabe, consta que en el siglo XV ya había una primitiva. Monumento BIC nacional.
- Molino de "Los Casianos". Siglo XVIII
- Monumento a "Don Cipriano Galea"
- Acequia Mayor Aljufía a su paso por la noria, acueducto y su entorno (aunque lamentablemente entubada aguas arriba de la Noria).
- Ruinas de los polvorines.
- Iglesia Nuestra Señora del Perpetuo Socorro.
- Edificio de La centenaria Cooperativa de La Ñora.
- Restos del primitivo y desaparecido monasterio de "San Pedro de la Ñora", fundado en 1579.
- Centro comercial outlet "La Noria" Dirección: A-7, 571, 30830 La Ñora (Murcia)

De notable interés tenemos el cauce del río Segura a su paso por la localidad.

### Monumento - BIC - Rueda de La Ñora
Es un conjunto histórico que consta de noria hidráulica y acueducto construido en el siglo XV. Este monumento dio nombre y riqueza a la pedanía al elevar las aguas del río para el riego de sus tierras altas.
Este monumento fue catalogado como Bien de Interés Cultural en 1982 por el Ministerio de Cultura de España (N.º de Registro: (R.I.)-51-0004747).
|  |  |  |  |